# Грб Доњецке Народне Републике
Грб Доњецке Народне Републике је званични хералдички симбол и један од државних симбола једнострано проглашене и делимично признате Доњецке Народне Републике, уз заставу и химну.

## Опис грба
Грб Доњецке Народне Републике представља сребрни двоглави орао, који подиже своја раширена крила увис. На прсима орла је Свети Архангел Михаил у скерлетном штиту у сребрној одори и са оружјем, држи у десној руци златни мач и левој руци сребрни оивичени штит са сребрним православним крстом. Одлика грба ДНР је да орао нема канџе, а архангел Михаил је приказан са брадом.
Оригинална слика штита на грудима орла у потпуности је сличан дизајну грба Кијева, који је урадио уметник и хералдичар Алексеј Руденко 2009. године.